# هیل ایروین
هیل ایروین (انگلیسی: Hale Irwin؛ زادهٔ ۳ ژوئن ۱۹۴۵) یک گلف‌باز اهل ایالات متحده آمریکا است.